# 懷澤鎮區 (北達科他州卡斯縣)
懷澤鎮區（英語：Wiser Township）是位於美國北達科他州卡斯縣的一個鎮區。

## 地方資料
懷澤鎮區的面積為87.24平方千米，皆為陸地。根據2020年美國人口普查的數據，當地共有人口64人，而人口密度為每平方千米0.73人。